# 洛斯阿基赫斯區
14°05′47″S 75°41′29″W / 14.0963°S 75.6914°W
洛斯阿基赫斯區（西班牙語：Distrito de Los Aquijes）是秘魯的一個區，位於該國中南部伊卡大區的伊卡省，始建於1926年11月29日，面積90.9平方公里，海拔高度475米，2005年人口15,026，人口密度每平方公里170人。